# Kōnan (Aichi)
Kōnan (江南市?, Kōnan-shi) è una città giapponese della prefettura di Aichi.
La città fu fondata il 1º giugno 1954.